# 碧城故事
《碧城故事》是鳳飛飛個人第十張專輯；1974年6月海山唱片發行。專輯收錄電影《碧城故事》與《愛的奇蹟》主題曲與插曲。

## 專輯曲目
| 曲序 | 曲名         | 作詞   | 作曲     | 編曲 | 長度   | 備註 |
| A1   | 夢裡的微笑   | 杜莉   |          |      |        | 改編自八代亜紀的歌曲長崎はみなと町 李千慧翻唱；收錄於〈雲煙〉 青山翻唱；收錄於〈彩雲片片〉 |
| A2   | 你說走就走   | 杜莉   |          |      |        | 改編自蔡咪咪的歌曲年頃なのね 青山翻唱；收錄於〈彩雲片片〉 |
| A3   | 往事如烟     | 杜莉   | 黃敏     |      |        | 電影《愛的奇蹟》插曲 |
| A4   | 愛的奇蹟     | 杜莉   | 黃敏     |      |        | 電影《愛的奇蹟》主題曲 |
| A5   | 我要問蒼天   | 杜莉   | 黃敏     |      |        | 電影《愛的奇蹟》插曲 |
| A6   | 可愛的手     | 杜莉   |          |      |        | 江蕾翻唱；收錄於〈純純的愛〉 |
| B1   | 碧城故事     | 王時正 | 古月     |      | 03'13" | 電影《碧城故事》主題曲 謝雷翻唱；收錄於〈最後的一吻〉 凌菲翻唱；收錄於〈幸福人生〉 李碧華翻唱；收錄於〈夢裡少年事〉 江美麗翻唱；收錄於〈江美麗的心情小棧2〉專輯 錦繡二重唱翻唱；收錄於〈錦鏽羅曼史II〉 |
| B2   | 不容易遇見你 | 杜莉   |          |      | 02'37" | 李千慧翻唱；收錄於〈雲煙〉 方晴翻唱；收錄於〈寄語白雲〉 |
| B3   | 回憶         | 莊奴   | 劉家昌   |      |        | 電影《碧城故事》插曲 原唱：尤雅 |
| B4   | 兩個圈圈     | 孫儀   | 中村泰士 |      | 02'51" | 改編自千秋直美的歌曲マニキュアがかわくまで 洪素玲翻唱；收錄於《兩個圈圈》 |
| B5   | 你曾愛過我   | 孫儀   | 黃敏     |      | 03'03" | |
| B6   | 春的女神     | 慎芝   |          |      |        | 原唱：白嘉莉 改編自アグネス・チャン的歌曲妖精の詩 |

## 鳳唱絕版復刻盤 8 專輯曲目
| 曲序 | 曲名               | 作詞   | 作曲   | 編曲 | 長度   | 備註 |
| 01   | 夢裡的微笑         | 杜莉   |        |      |        | 李千慧翻唱；收錄於〈雲煙〉 青山翻唱；收錄於〈彩雲片片〉 |
| 02   | 你說走就走         | 杜莉   |        |      |        | 青山翻唱；收錄於〈彩雲片片〉 |
| 03   | 往事如烟           | 杜莉   | 黃敏   |      |        | 電影《愛的奇蹟》插曲 |
| 04   | 愛的奇蹟           | 杜莉   | 黃敏   |      |        | 電影《愛的奇蹟》主題曲 |
| 05   | 我要問蒼天         | 杜莉   | 黃敏   |      |        | 電影《愛的奇蹟》插曲 |
| 06   | 可愛的手           | 杜莉   |        |      |        | 江蕾翻唱；收錄於〈純純的愛〉 |
| 07   | 碧城故事           | 王時正 | 古月   |      | 03'13" | 電影《碧城故事》主題曲 謝雷翻唱；收錄於〈最後的一吻〉 凌菲翻唱；收錄於〈幸福人生〉 李碧華翻唱；收錄於〈夢裡少年事〉 江美麗翻唱；收錄於〈江美麗的心情小棧2〉 錦繡二重唱翻唱；收錄於〈錦鏽羅曼史II〉 |
| 08   | 不容易遇見你       | 杜莉   |        |      | 02'37" | 李千慧翻唱；收錄於〈雲煙〉 方晴翻唱；收錄於〈寄語白雲〉 |
| 09   | 回憶               | 莊奴   | 劉家昌 |      |        | 電影《碧城故事》插曲 原唱：尤雅 |
| 10   | 兩個圈圈           | 孫儀   |        |      | 02'51" | 洪素玲翻唱；收錄於《兩個圈圈》 |
| 11   | 你曾愛過我         | 孫儀   | 黃敏   |      | 03'03" | |
| 12   | 春的女神           | 慎芝   |        |      |        | 原唱：白嘉莉 |
| 13   | 敲敲門             | 劉家昌 | 劉家昌 |      |        | 演唱人：鳳飛飛 電影《早晨再見》插曲 原收錄於《早晨再見》 凌菲翻唱；收錄於〈幸福人生〉 |
| 14   | 敲敲門〈電影音樂〉 |        | 劉家昌 |      |        | 原收錄於《早晨再見》 |
| 15   | 美夢都成空         | 雲霧   | 巷口人 |      |        | 原收錄於《早晨再見》 |
| 16   | 何日再吻君         | 爾英   | 月葵   |      |        | 原唱：崔苔菁 原收錄於《早晨再見》 |
| 17   | 人生像一首歌       | 莊奴   | 林家慶 |      |        | 原收錄於《早晨再見》 |
| 18   | 幸福那裡來         | 莊奴   | 曉燕   |      |        | 原收錄於《呼喚》海外版專輯 甄妮翻唱；收錄於《星期六約會》與《海誓山盟》 |

## 專輯版本
- 黑膠唱片[1]
  - 1974年6月台灣海山唱片發行
  - 1974年11月新加坡、馬來西亞大聯機構發行[2]
- 卡帶
  - 1974年6月台灣海山唱片發行
- CD
  - 【鳳唱絕版復刻盤8】2006年10月18日台灣海山唱片發行
  - 【鳳飛飛海山飛藏專輯全記錄】2015年1月台灣飛躍藝人經紀工作室製作；喜瑪拉雅發行
  - 【復刻版】2016年2月19日台灣海山唱片發行[3]